# ЛеоКарт
ЛеоКарт — безконтактна смарт-картка для оплати  у громадському транспорті Львова, а також автоматизована система оплати проїзду (АСОП). 

## Опис системи

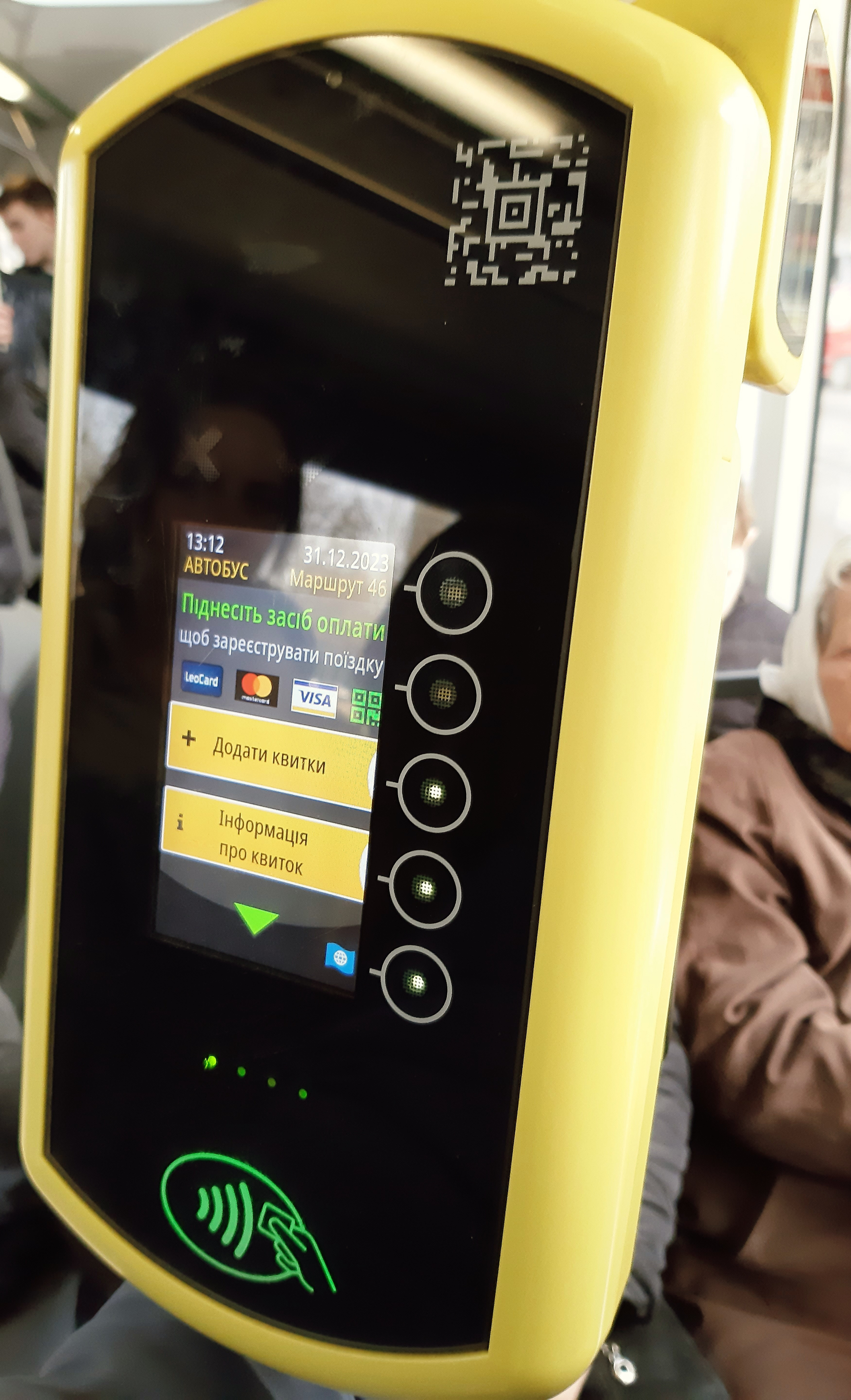
Валідатор у громадському транспорті Львова

Автоматизована система оплати проїзду Львівської міської громади «ЛеоКарт» — це програмно–технічний комплекс, компоненти якого, такі як валідатори, консолі водія, принтер для друку одноразових квитків тощо, встановлені на транспортних засобах на маршрутах загального користування. Працює за принципом, account based system, системи закритого типу, де всі дані користувачів зберігаються в захищеному хмарному сховищі, а картка є просто «ключем доступу» до системи.

## Назва
Львівська міська рада (ЛМР) з 1 лютого до 1 березня 2017 року проводила онлайн-опитування, де обиралася назва електронного квитка (е-квитка). В опитуванні взяло участь 6756 осіб. Перемогла назва «ЛеоКарт». Вона набрала 37,2% — це 2515 голосів. Інші назви, які було запропоновано в опитуванні — «ЛьвівКарт», «LeoGo», «Leopolis Card», «e-Leo», «Везунчик», «Вітерець», «Е-Львів», «Є-квиток», «Левчик».

## Історія впровадження
Розмови про «електронний квиток» у Львові велися щонайменше з 2010 року. Тоді в ЛМР його називали «єдиним квитком» і озвучували термін впровадження 1—1,5 року, однак не називали необхідної суми для впровадження такої системи.
У березні 2013 року в приміщенні Личаківської районної адміністрації м. Львів були проведені громадські слухання щодо впровадження е-квитка, які ініціювали львів'яни Дем'ян Данилюк та Мирослав Голяк. Організатори провели презентацію щодо стану пасажирських перевезень, рішень та можливої моделі впровадження е-квитка. 
13 січня 2022 року у Львові стартував перший етап впровадження е-квитка. Відтак, в тестовому режимі почала працювати автоматизована система оплати проїзду у громадському транспорті. На цьому етапі тестуватували обладнання та систему загалом, допомагали пільговим категоріям населення адаптуватися до користування персоналізованими картками «ЛеоКарт», щоби зрештою кожен міг самостійно валідуватися і почуватися комфортно у громадському транспорті. Водночас можна було здійснювати пільгові поїздки на основі звичайних посвідчень. Для пасажирів продовжувала діяти готівкова форма оплати за проїзд..
Через російське вторгнення в Україну, що розпочалося 24 лютого 2022 року, завершення впровадження електронного квитка було відкладено до закінчення воєнного стану. 
З 5 червня 2023 року у Львові розпочали випробування АСОП для платних пасажирів. Спочатку її запустили на маршрутах №1а, 3а та 10, а згодом розширили на ще сім маршрутів: №5А, 11, 39, 58, 59, 61 та 62.
Восени 2023 року КП «Львівавтодор» оголосило, що безготівкова оплата проїзду в усьому громадському транспорті Львова запрацює з 11 грудня 2023 року. Продаж загальних неперсоналізованих транспортних карток «ЛеоКарт» стартував 15 листопада 2023 року.
З 1 липня 2024 року у громадському транспорті запустили безкоштовні пересадки. Спочатку, на час тестування, тільки для студентських «ЛеоКарт», а з 12 липня  для всіх «ЛеоКарт». 
11 грудня 2024 року, у річницю запуску е-квитка, запрацював застосунок «ЛеоКарт». Його розробила українська ІТ-компанія «SoftServe». А вже наступного дня, 12 грудня, офіційно був представлений вебсайт, особистий кабінет — «Eshop ЛеоКарт», на якому можна прив’язати Загальні і Персоналізовані картки «ЛеоКарт», поповнювати баланс, стежити за історією своїх поїздок. Якщо пасажир має створений обліковий запис у застосунку «ЛеоКарт», то на вебсайт «Eshop ЛеоКарт» можна увійти, використовуючи ці ж логін і пароль. І навпаки: після реєстрації в «Eshop ЛеоКарт» для мобільного застосунку можна використати той самий обліковий запис.
З 1 липня 2025 року з'явилась можливість придбати 30-иденний абонемент.

## Типи карток і оплати

### Транспортна смарт-картка

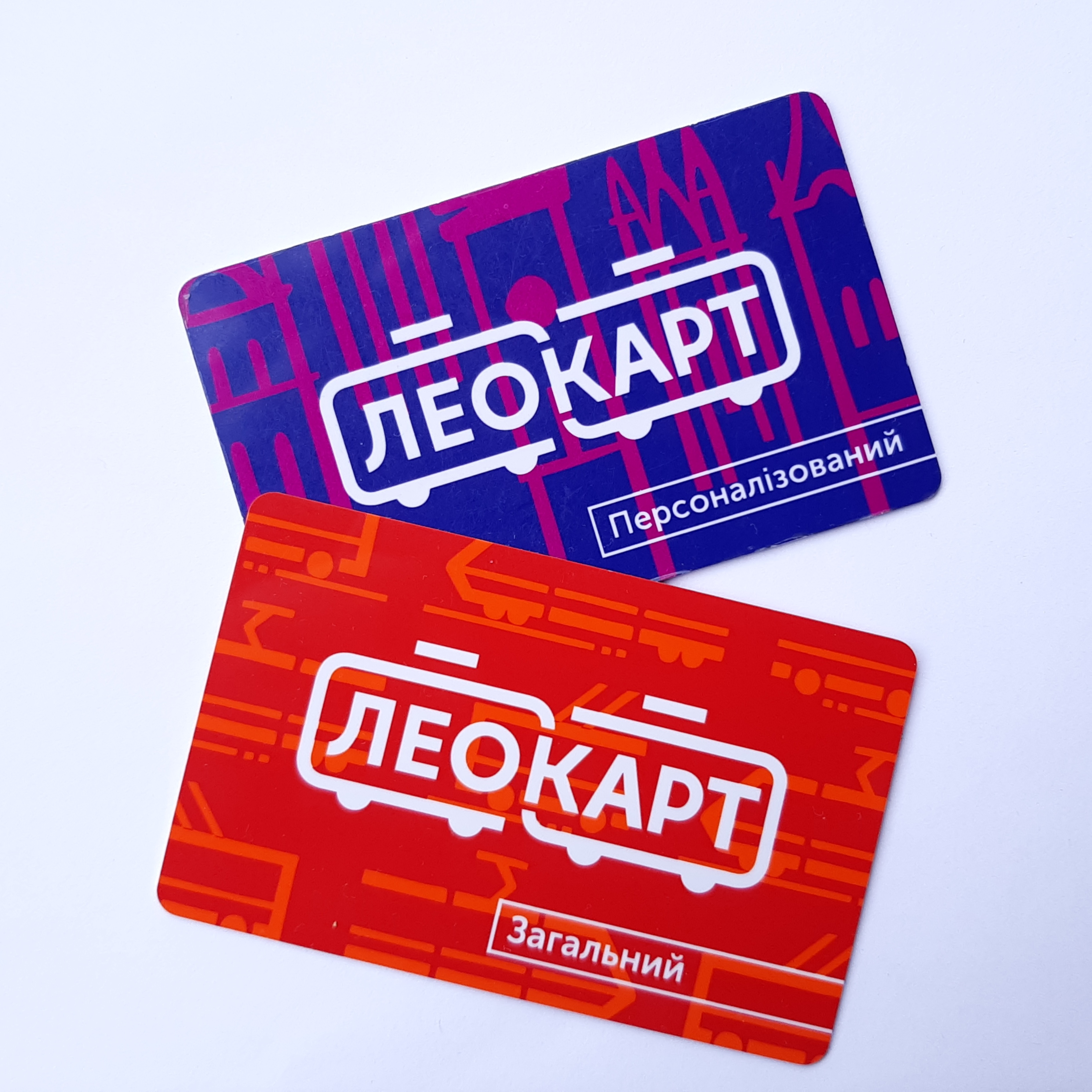
Типи транспортних смарт-карток АСОП «ЛеоКарт»

- ЛеоКарт (Загальний) — смарт-картка червоного кольору – передбачена для пасажирів, які оплачують за проїзд. Анонімна, не містить персональних даних пасажира.

- ЛеоКарт (Персоналізований) — смарт-картка синього кольору – передбачена для пасажирів, які мають пільгу чи знижку на проїзд у громадському транспорті. Містить фото та персональні дані власника.  Ділиться на три категорії:
  - пільгову — пенсіонери та особи з інвалідністю третьої групи мають обмеження в 60 поїздок на місяць, решта пільгових категорій — безкоштовний проїзд,
  - учнівську — безкоштовний проїзд,
  - студентську — 50% знижка на проїзд.[20][21]

Загальні картки можна придбати в Центрах туристичної інформації Львова, терміналах «EasyPay», які обладнані диспенсарами для видачі карток. Пільгові картки оформляються через пункти прийому і видачі, студентські — через навчальні заклади, учнівські — як через навчальні заклади, так і через пункти прийому і видачі.
Поповнити картки можна у Центрах туристичної інформації Львова, без реєстрації на сайті «Eshop ЛеоКарт», через сервіси «EasyPay» (сайт, застосунок, термінали). Щоб здійснити оплату, потрібно прикласти транспортну картку до валідатора.

### Застосунок «ЛеоКарт» (Віртуальна картка)
Застосунок «ЛеоКарт» — це альтернативний спосіб оплати. Він функціонує окремо від фізичних транспортних «ЛеоКарт». При реєстрації у застосунку присвоюється унікальний номер віртуальної картки.
Щоб оплатити проїзд у такий спосіб, необхідно завантажити застосунок у «Play Market» (для ОС «Android») чи в «App Store» (для ОС «iOS»), зареєструватися, обрати квиток, вказати кількість пасажирів та кількість квитків, які потрібно придбати. Далі треба здійснити оплату через «Google Pay»/«Apple Pay» та активувати квиток. Він міститиме QR-код. Тоді телефон із квитком потрібно прикласти до зчитувача QR-кодів на валідаторі у транспорті (у правому верхньому кутку екрана).
Окрім оплати проїзду, застосунок дає змогу спланувати маршрут та стежити за рухом транспорту. Для цього потрібно натиснути кнопку «Маршрути» та обрати «Спланувати», вказати поточне місце перебування та пункт прибуття, а також обрати оптимальний маршрут.

### EMV і NFC
Щоб здійснити оплату, пасажиру необхідно прикласти до валідатора банківську картку з технологією EMV або пристрій з технологією NFC.

### Разовий паперовий квиток

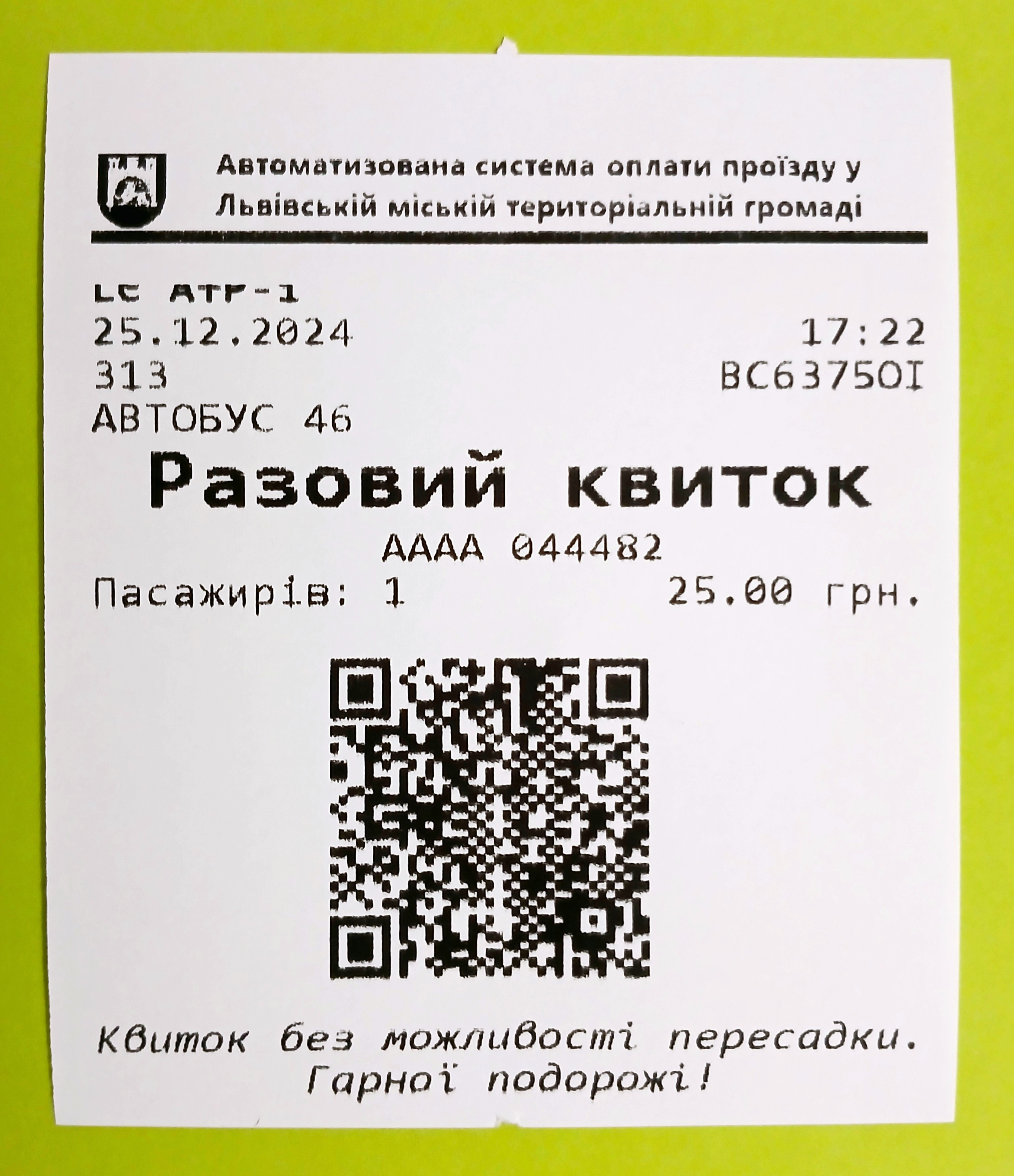
Разовий паперовий квиток з QR-кодом

При оплаті готівкою пасажир зобов’язаний отримати у водія разовий паперовий квиток. На квитку є QR-код з інформацією про номер маршруту, день та час купівлі квитка. Квиток обов’язково треба зберігати до кінця поїздки. Такі квитки друкуються на спеціальному принтері, що є в кабіні біля водія. Вони вже автоматично обліковані в системі.

## Послуга пересадки
Послуга пересадки доступна для власників загальних і студентських «ЛеоКарт», застосунку. Вона діє і для власників пільгових карток, які мають лімітовану кількість безоплатних поїздок. Послуга дає можливість пересідати на інший автобус, трамвай чи тролейбус протягом 40 хвилин без додаткової оплати. Відлік часу починається з моменту валідації в першому транспорті. Пасажир має 40 хвилин для безкоштовних пересадок, під час яких він може завалідуватися у наступному транспорті. Кількість пересадок протягом цього часу необмежена. Після здійснення останньої пересадки (не пізніше 40 хвилин), пасажир може продовжувати поїздку до кінцевої зупинки, навіть якщо це займе більше часу.

## Абонементи
Доступний лише один вид цифрового довготермінового абонементу — на 30 днів. Він має необмежену кількість поїздок та передбачає повну вартість для власників загальних «ЛеоКарт» і 50% знижку для студентських «ЛеоКарт». Абонемент можна придбати через сайт «Eshop ЛеоКарт», сервіси «EasyPay» (сайт, застосунок, термінали), а також у Центрах туристичної інформації Львова. Для кожної поїздки з абонементом потрібна окрема валідація у транспорті.

## Контроль валідації
Для перевірки контролери мають зі собою портативний мінітермінал. На початку перевірки контролер блокує валідатори. Це унеможливлюює будь-яку оплату чи валідацію проїзду під час контролю. До мінітермінала контролера пасажир має прикласти засіб оплати: банківську картку, пристрій із NFC, «ЛеоКарт» (Загальний чи Персоналізований).  Контролер перевіряє саме факт валідації, а не списання коштів. Пасажирам, які оплачували проїзд готівкою у водія, для перевірки необхідно надати паперовий квиток із QR-кодом, а тим, хто користується електронним квитком у застосунку, — пред’явити смартфон з активованим QR-кодом. В обох випадках QR-код прикладається до мінітермінала, за допомогою якого контролер зчитує інформацію і перевіряє валідність квитка.

## Тарифна політика
Тарифи наведені станом на липень 2025 року.

### Платні тарифи

#### Оплата разової поїздки
| Спосіб оплати                                | Пересадка (в межах 40 хв.) | Кількість поїздок                                                      | Вартість (грн) |
| -------------------------------------------- | -------------------------- | ---------------------------------------------------------------------- | -------------- |
| Персоналізована студентська «ЛеоКарт»        | Доступна                   | Одна поїздка (включаючи необмежену кількість пересадок у межах 40 хв.) | 8,5            |
| Загальна «ЛеоКарт» чи застосунок             | Доступна                   | Одна поїздка (включаючи необмежену кількість пересадок у межах 40 хв.) | 17             |
| Банківська карта чи пристрій з NFC           | Відсутня                   | Одна поїздка                                                           | 20             |
| Купівля паперового квитка у водія за готівку | Відсутня                   | Одна поїздка                                                           | 25             |

#### Передплата
| Назва                | Тип «ЛеоКарт»               | Термін дії                  | Пересадка (в межах 40 хв.) | Кількість поїздок | Вартість (грн) |
| -------------------- | --------------------------- | --------------------------- | -------------------------- | ----------------- | -------------- |
| Абонемент на 30 днів | Персоналізована студентська | 30 днів з моменту активації | Непотрібна                 | Необмежена        | 450            |
| Абонемент на 30 днів | Загальна                    | 30 днів з моменту активації | Непотрібна                 | Необмежена        | 900            |

### Пільгові тарифи
| Назва                                                             | Тип «ЛеоКарт»            | Термін дії         | Пересадка (в межах 40 хв.) | Кількість поїздок                                                    | Вартість (грн)                    |
| ----------------------------------------------------------------- | ------------------------ | ------------------ | -------------------------- | -------------------------------------------------------------------- | --------------------------------- |
| Пакет 60 поїздок для пенсіонерів та осіб з інвалідністю III групи | Персоналізована пільгова | Календарний місяць | Доступна                   | 60 поїздок (включаючи необмежену кількість пересадок у межах 40 хв.) | Безкоштовно (гарантується містом) |

Примітка: учням і решті пільгових категорій надається безкоштовно необмежена кількість поїздок.

### Сайти
- leocard.lviv.ua — офіційний сайт «ЛеоКарт»
- leocard.com.ua — перепосилання на leocard.lviv.ua
- eshop.leocard.com.ua — особистий кабінет «ЛеоКарт»

### Соціальні мережі
- ЛеоКарт у соцмережі «Facebook»
- ЛеоКарт у месенджері «Telegram»
- ЛеоКарт  у соцмережі «Instagram»
- Канал «ЛеоКарт» на YouTube